# Horseheads (villa)
Horseheads es una villa ubicada en el condado de Chemung en el estado estadounidense de Nueva York. En el año 2000 tenía una población de 6,452 habitantes y una densidad poblacional de 643.4 personas por km².

## Geografía
Horseheads se encuentra ubicada en las coordenadas 42°9′59″N 76°49′39″O / 42.16639, -76.82750.

## Demografía
Según la Oficina del Censo en 2000 los ingresos medios por hogar en la localidad eran de $35,915, y los ingresos medios por familia eran $44,971. Los hombres tenían unos ingresos medios de $36,774 frente a los $22,776 para las mujeres. La renta per cápita para la localidad era de $20,779. Alrededor del 8.8% de la población estaban por debajo del umbral de pobreza.